# Тени и сны
«Те́ни и сны» — второй альбом российской метал-группы Abyssphere, выпущенный в 2010 году.

## История
Альбом был записан в 2010 году на «RP-Studio» в Санкт-Петербурге и выпущен 17 ноября 2010 года на лейбле «Endless Desperation».
Презентация альбома состоялась 4 декабря 2010 года в Санкт-Петербурге в клубе «Арктика».

## Список композиций
| №  | Название                      | Текст песни           | Длительность |
| -- | ----------------------------- | --------------------- | ------------ |
| 1. | «Эпизод»                      | Александр Яковлев     | 4:33         |
| 2. | «Гладиатор»                   | Александр Яковлев     | 4:52         |
| 3. | «Тени и сны»                  | Александр Яковлев     | 5:37         |
| 4. | «Ад без тебя»                 | А.Яковлев, К.Цыганков | 4:46         |
| 5. | «Демон строк»                 | Александр Яковлев     | 6:03         |
| 6. | «Под светом луны»             | Александр Яковлев     | 5:03         |
| 7. | «Песнь далёких земель»        | Александр Яковлев     | 4:55         |
| 8. | «Исповедь»                    | Александр Яковлев     | 4:31         |
| 9. | «As We Die» (кавер на Charon) | Юха-Пекка Леппалуото  | 4:47         |

## Участники записи

### Состав группы на момент записи
| Александр  | Яковлев  | — экстремальный вокал             |
| Константин | Цыганков | — чистый вокал, гитара, клавишные |
| Александр  | Михайлов | — гитара                          |
| Олег       | Сараев   | — бас-гитара                      |
| Михаил     | Попиков  | — скрипка                         |

### Приглашённые музыканты
| Кирилл    | Погоничев | — ударные   |                                   |
| Анастасия | Жигач     | — клавишные | — «Тени и сны», «Под светом луны» |
| Дарья     | Мищенко   | — клавишные | — «Исповедь», «Под светом луны»   |

### Дополнительная информация
- Запись, сведение, мастеринг — Кирилл Погоничев (на студии «RP-Studio» в Санкт-Петербурге)
- Дизайн обложки и буклета — Константин Цыганков
- Логотип и символ — «Strata at RDS Studio»
- Лейбл — «Endless Desperation»